# Alexander Wetmore
Frank Alexander Wetmore (ur. 18 czerwca 1886 w North Freedom w stanie Wisconsin, zm. 7 grudnia 1978 w Glen Echo w stanie Maryland) – amerykański ornitolog i paleontolog.

## Życiorys
W 1912 uzyskał licencjat (Bachelor of Arts – BA) w dziedzinie sztuki) na University of Kansas w Lawrence, następnie w 1916 – magisterium (Master of Science – MA) na George Washington University w Waszyngtonie. Tam też zdobył tytuł doktora zoologii w 1920.
W latach 1905–1908 był asystentem w Muzeum Historii Naturalnej uniwersytetu w Kansas, potem asystentem w Muzeum Przyrody i Nauki w Denver. Od 1910 pracował w oddziale badań biologicznych ministerstwa rolnictwa USA, zanim objął pozycję zastępcy sekretarza Smithsonian Institution. W latach 1945–1952 był sekretarzem tego instytutu.
W 1930 pojawiło się pierwsze wydanie głównego dzieła Wetmore’a A Systematic Classification for the Birds of the World. Usystematyzowana w nim kolejność rodzin ptaków zyskała wkrótce uznanie większości ornitologów XX w. i otrzymała nieformalne miano „porządku Wetmore’a”. Poprawione edycje dzieła pojawiły się w latach 1951 i 1960.
Wetmore opisał jako pierwszy ponad 190 taksonów ptaków. Ponad pięćdziesiąt gatunków zwierząt i roślin nazwano jego imieniem, między innymi wymarły rodzaj Alexornis.

## Publikacje
- A Systematic Classification for the Birds of the World (1930)
- The Book of Birds (1932)
- A check-list of the fossil birds of North America (1940)
- A Checklist of the Fossil and Prehistoric Birds of North America and the West Indies (1940, 1956)
- Song and Garden Birds of North America (1964)
- Water Prey and Game Birds of North America (1965)
- The Birds of Panama (1968; wyd. czterotomowe)